# Kitô hữu Do Thái

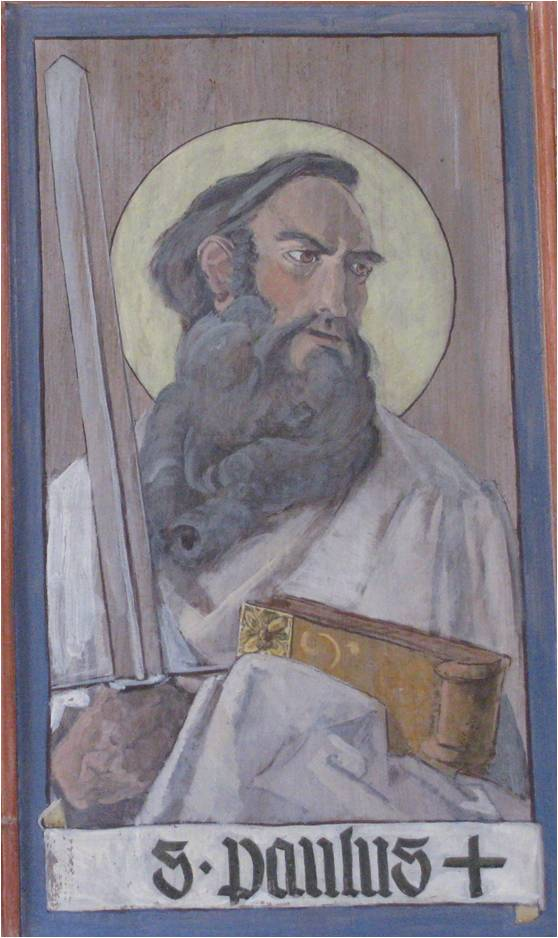
Sứ Đồ Phaolô vị thánh nổi tiếng trong việc săn đuổi và bách hại những Kitô hữu ban đầu mà hầu hết là người Do Thái

Kitô hữu Do Thái là những người Do Thái thuộc thành viên nguyên thủy của phong trào Do Thái mà sau này theo Kitô giáo. Trong giai đoạn sớm nhất, cộng đồng được tạo nên từ tất cả những người Do Thái chấp nhận Chúa Jesus là một người đáng kính hoặc Đấng Messiah (Đấng Ki tô). Khi Kitô giáo lớn lên và phát triển, Kitô hữu Do Thái chỉ trở thành một phần của cộng đồng Kitô hữu ban đầu, đặc trưng bởi việc kết hợp việc tuyên xưng đức tin Chúa Giêsu là Đức Kitô cùng việc tuân giữ các truyền thống của người Do Thái như tuân thủ ngày Sa-bát, tuân thủ lịch Do Thái, tuân thủ luật pháp và các phong tục tập quán truyền thống Do Thái, cắt bì, đi nhà thờ, và bởi mối quan hệ huyết thống máu mủ di truyền trực tiếp với những Kitô hữu Do Thái ban đầu.
Thuật ngữ "Kitô hữu Do Thái" xuất hiện trong các văn bản lịch sử tương phản các Kitô hữu gốc Do Thái với người dân ngoại Kitô hữu, có trong các cuộc tranh luận của nhà thờ Tân Ước vào thế kỷ thứ hai và các thế kỷ tiếp theo. Đó cũng là thuật ngữ dùng cho người Do Thái đã chuyển đổi cải đạo sang Cơ đốc giáo nhưng vẫn gìn giữ di sản bản sắc dân tộc và các truyền thống Do Thái của người Do Thái.
Vào thế kỷ thứ nhất "Kitô hữu Do Thái" là những người Do Thái sùng đạo và súng tín. Kitô hữu Do Thái chỉ khác với những người Do Thái hiện đại khác chỉ khi họ chấp nhận Chúa Giêsu là Đấng Cứu Thế. Những người được dạy dỗ rằng người dân Ngoại chuyển đổi sang Cơ đốc giáo phải chấp nhận các phong tục của người Do Thái nhiều hơn các tập tục mà Giáo hội đã đề ra, tuy nhiên, họ được gọi là những người Do Thái hóa. Mặc dù Tông Đồ Thánh Phêrô ban đầu có thiện cảm, những Tông Đồ Phaolô đã phản đối việc giảng dạy tại Sự kiện tại Antioch (Gal. 2:11-21) và tại Hội đồng Jerusalem (Acts 15:6-35), nơi mà giáo huấn của Thánh Phaolô được toàn thể Giáo hội chấp nhận. Tuy nhiên, sự Do Thái hóa tiếp tục diễn ra trong nhiều thế kỷ, đặc biệt là trong số những Kitô hữu Do Thái.
Khi Cơ đốc giáo phát triển khắp mọi nơi trong thế giới của người dân ngoại, các Kitô hữu đã tách ra khỏi gốc gác Do Thái và gốc rễ Jerusalem của họ. Với sự đàn áp bức hại của các Kitô hữu Chính Thống từ thời hoàng đế La Mã Constantine vào thế kỷ 4, những Kitô hữu Do Thái phải đi tìm kiếm nơi ẩn náu bên ngoài biên giới lãnh thở của Đế chế, ở Ảrập và xa xôi hơn nữa. Trong ranh giới của đế chế và sau đó ở những nơi khác, những nơi này đã được thống trị bởi người Kitô hữu gốc dân Ngoại và đã trở thành quốc giáo của nhà nước Đế chế La Mã và đã kiểm soát các khu thánh địa trong miền Đất Thánh như Nhà thờ Mộ Thánh và Cenacle và đã bổ nhiệm các đức giám mục tiếp theo của Jerusalem.

## Nguồn gốc Do Thái của Kitô giáo

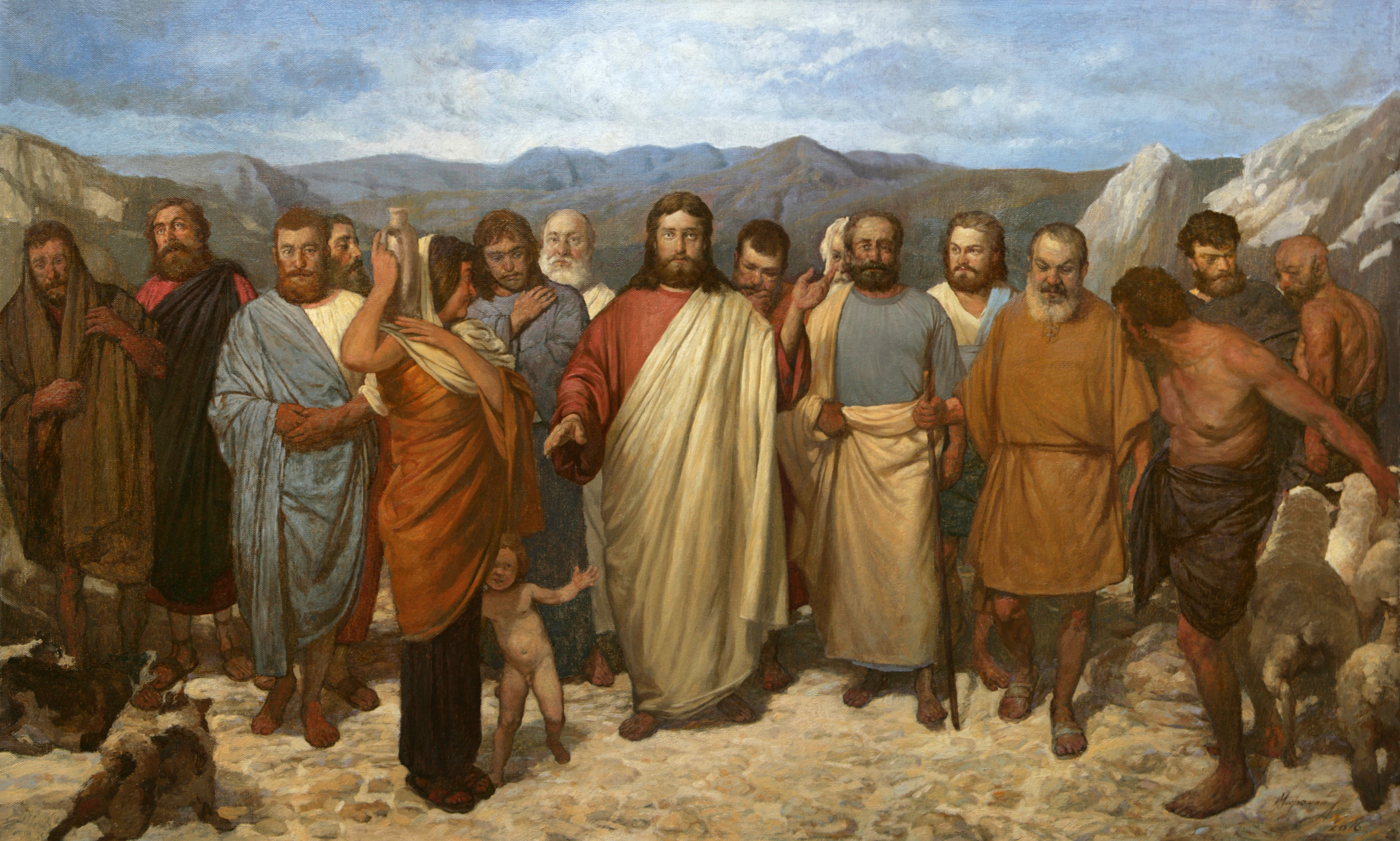
Mười hai môn đệ đầu tiên của Chúa Giêsu và bản thân Ngài đều là người Do Thái

## Các phong trào đương đại

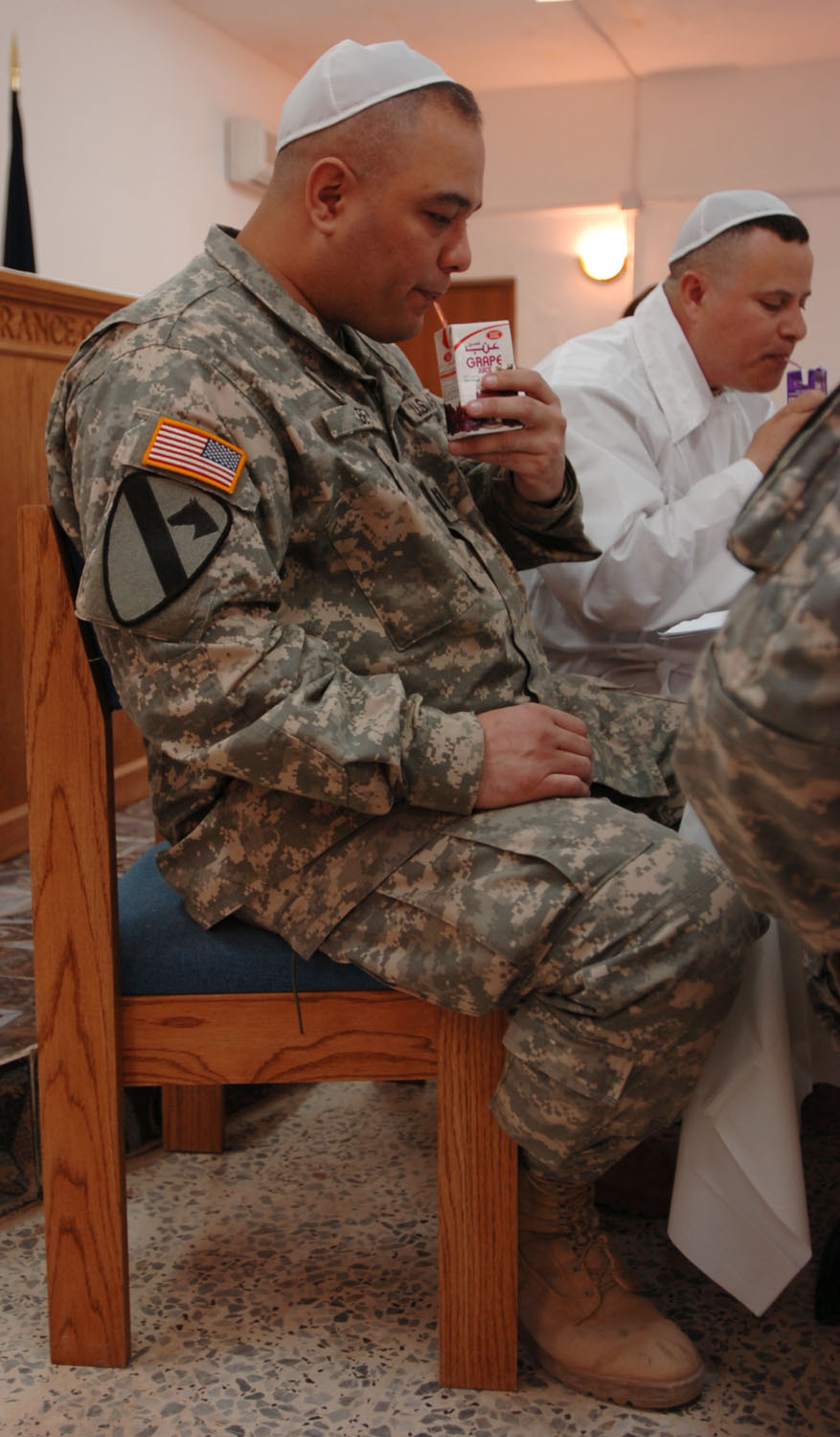
Kitô hữu Do Thái thuộc giáo phái Do thái Messiah giáo đi nghĩa vụ quân sự trong quân đội Mỹ thuộc binh chủng Lục quân Hoa Kỳ